# Marlene Hazle
Marlene Hazle (née le 8 mai 1934 et morte le 7 juin 2011) est une scientifique américaine connue pour ses travaux en informatique tout au long du XXe siècle. Elle travaille à la RAND Corporation et à la Mitre Corporation. Marlene Hazle est finalement devenue superviseur et a formé le personnel militaire au système d'exploitation SAGE. Marlene Hazle continue à apporter des contributions aux domaines de l'informatique et de l'aérospatiale tout au long du XXe siècle.

## Biographie
Marlene Hazle naît en 1934 à Toledo, Ohio. Sa est était enseignante et son père est ingénieur en mécanique. Elle obtient son diplôme de la DeVilbiss High School de Toledo en 1952. Elle fréquente ensuite l'université Cornell. Elle fait partie de la sororité Delta Gamma de Phi Beta Kappa et devient présidente du chapitre Mortar Board de Cornell. À Cornell, Marlene Hazle suit un cours d'analyse numérique où son professeur propose aux étudiants de leur montrer comment utiliser un ordinateur pour faire leurs devoirs. Hazle, ainsi que d'autres étudiants, acceptent cette offre et commencent à se familiariser avec les ordinateurs. En 1956, elle obtient un diplôme à Cornell. Après avoir obtenu ce diplôme, Marlene Hazle commence à travailler à la RAND Corporation à Boston. À l'époque, RAND prépare des personnes à travailler dans les centres SAGE. SAGE était un programme de l'armée américaine pendant la guerre froide qui utilisait des ordinateurs pour surveiller l'espace aérien des États-Unis en cas d'invasion soviétique. À l'époque de sa construction, l'ordinateur de SAGE, le AN/FSQ-7, est le plus grand ordinateur jamais construit. Hazle est formée par RAND sur les ordinateurs de SAGE et finit par enseigner sur le système d'exploitation des ordinateurs de SAGE. Après son travail sur SAGE, elle commence à travailler à MITRE. Au MITRE, Marlene Hazle conçoit et programme le système AESOP, l'un des premiers systèmes informatiques en ligne. Les systèmes informatiques en ligne ont été les premiers systèmes à disposer d'un grand nombre des caractéristiques des ordinateurs modernes, comme les fenêtres, les souris d'ordinateur et les liens multimédias. Marlene Hazle est l'une des premières personnes documentées utilisant un ordinateur en ligne. Avant les années 1970, il était courant que les programmeurs soient possessifs vis-à-vis de leur travail. Alors qu'elle était à MITRE, Marlene Hazle rejette cette idée, devenant l'un des premiers partisans de la collaboration entre programmeurs. La collaboration allait finalement mûrir pour devenir le concept actuel de développement de sources ouvertes. Elle est également la secrétaire du Reuse Library Interoperability Group, groupe dédié à la facilitation de la réutilisation du code informatique entre les entreprises et les agences gouvernementales. Marlene Hazle décède à l'âge de 77 ans le 7 juin 2011 à Lexington, Massachusetts.

## Contributions
- Marlene Hazle est reconnu pour avoir aidé l'US Air Force dans les méthodologies de conception de logiciels[10].
- Elle a contribué à l'IEEE lors de la Conférence nationale sur l'aérospatiale et l'électronique de 1980[11].
- Marlene Hazle est remerciée pour son travail sur le projet MIMSY et pour avoir aidé l'autrice de The Application of Anna and Formal Methods as an Ada Program Design Language[12].
- Elle est remerciée pour son soutien précoce à la compilation de directives dans Guidelines for Designing User Interface Software[13].
- Marlene Hazle est un contributeur listé au United States Air Force Program Office Guide to Ada[14].
- Marlene Hazle est reconnu avec une reconnaissance spéciale pour avoir soutenu l'Arizona State University dans leur travail sur les environnements Ada[15]